# 亮善郡
亮善郡，中国南北朝时设置的郡。
北周武帝置，治所在苏祁县（今四川省西昌市西北礼州）。属西宁州。辖境相当今四川省西昌市北部。隋朝开皇初年废。